# Бреннистейнсалда
Бреннистейнсальда (исл. Brennisteinsalda) — вулкан на юге Исландии, расположен недалеко от области Ландманналёйгар и вулкана Гекла.
В переводе c исландского название означает «серная волна» (исл. brennisteinn — сера, alda — волна). Склоны вулкана окрашены пятнами серы. Лава и пепел окрашивают почву в оттенки синего и черного цветов.
Вулкан проявляет активность и в настоящее время: на склонах находятся горячие серные источники, происходят выбросы пара. Перед вулканом расположено обсидиановое лавовое поле Лёйгахрёйн. Мимо вулкана проходит пешеходный маршрут Лёйгавегюр.